# 270 Anahita
270 Anahita eller 1926 VG är en asteroid i huvudbältet, som upptäcktes den 8 oktober 1887 av den tysk-amerikanske astronomen Christian H. F. Peters. Den namngavs senare efter Anahita, som var fruktbarhetens och vattnets gudinna i persisk mytologi.
Dess rotationstid har beräknats till 15,06 timmar.